# Philips van Almonde
Philips van Almonde (Brielle, 29 dicembre 1644 – Oegstgeest, 6 gennaio 1711) è stato un ammiraglio olandese.
Soldato nella seconda guerra anglo-olandese e nella guerra franco-olandese (1672-1678), fu viceammiraglio difensore della Danimarca contro la Svezia.
Comandante nella Battaglia di Barfleur-La Hogue, fu anche attivo nella guerra di successione spagnola.
Nato a Brielle, suo padre, Pieter Jansz van Almonde, era un ricco borghese ed apprese l'arte della navigazione da suo zio, Jacob Cleidijck, comandante di fregata. Suo zio lo accolse come suo cadetto a bordo della nave Wapen van Dordrecht nel 1661. Nel 1664 fu promosso al grado di tenente dall'Ammiragliato di Rotterdam. Durante la battaglia di Lowestoft, nel 1665, prese il comando della nave di suo zio, impossibilitato a dare ordini e, dopo aver dato dimostrazione delle proprie capacità, venne confermato nello stesso ruolo di comando il 14 agosto 1665.